# Грибовон
Грибовон — деревня в Греции. Административно относится к общине Арта в периферийной единице Арта в периферии Эпир. Расположен на высоте 240 метров над уровнем моря, к северу от города Арта. Население 211 человек по данным переписи 2011 года.
2 (14) мая 1897 года в ходе Первой греко-турецкой войны три греческие бригады атаковали турок у Грибова. Бой продолжался с ожесточением до наступления темноты. Вся тяжесть его легла на 1-ю бригаду, понесшую большие потери. Прибытие к туркам значительных подкреплений из Янины решило участь боя; в ту же ночь греки отступили и с большим трудом отошли за реку Арахтос. Этим ограничились военные действия в Эпире.
9 октября 1912 года у Грибова состоялась битва в ходе Первой Балканской войны.